# David Einhorn (Rabbiner)

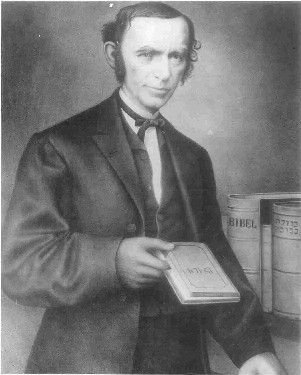
David Einhorn

David (Meyer) Einhorn (geboren am 10. November 1809 in Diespeck; gestorben am 2. November 1879 in New York) war ein aus Deutschland stammender US-amerikanischer Rabbiner und ein bedeutender Angehöriger der jüdischen Reformbewegung.

## Leben und Werk
Einhorn war ein Anhänger von Abraham Geiger und setzte sich schon in Deutschland für die Einführung von Gebeten in der Landessprache und Reformen im Synagogengottesdienst ein. 
Er war von 1825 bis 1827 Schüler von Rabbiner Wolf Hamburger und Rabbiner Joshua Moses Falkenau an der Jeschiwa in Fürth und erhielt ab 1827 Privatunterricht in Würzburg. 1829 wurde er in Fürth ordiniert. Im Januar 1832 immatrikulierte er sich für das Studium der Philosophie in Würzburg, von 1832 bis Oktober 1834 studierte er in München. Im Februar 1834 promovierte er in Erlangen mit der Arbeit Erklärung verschiedener philosophischer Stellen im Buche „Moreh Nefuchim“ I. Theil des Maimonides. 
Seiner Berufung als Rabbiner der Gemeinde in Wellhausen bei Uffenheim 1838 stimmte die bayerische Staatsregierung wegen seiner liberalen Ansichten nicht zu. Von Februar 1842 bis Februar 1847 war er Rabbiner von Hoppstädten und Landesrabbiner im Fürstentum Birkenfeld.
Im Jahre 1844 heiratete Einhorn Henriette Ochs (1817–1909). Mit ihr hatte er neun Kinder. 
Im März 1847 wurde er als Nachfolger von Samuel Holdheim Landesrabbiner von Mecklenburg-Schwerin (Amtseinführung am 4. September). Gleichzeitig war er Mitglied des Oberrats der Israelitischen Landesgemeinde. Hier kam es zu einem Konflikt mit dem Rostocker Theologieprofessor Franz Delitzsch, der ihm wegen einer Segnung eines unbeschnittenen Säuglings Häresie vorwarf. Einer Berufung nach Pest im Dezember 1851 verweigerte die österreich-ungarische Regierung 1852 ihre Zustimmung.
Einhorn emigrierte in die Vereinigten Staaten. Als Rabbiner des radikal-reformerischen Har Sinai Verein in Baltimore von September 1855 bis Mai 1861 wurde er hier schnell eine führende Person des US-amerikanischen Reformjudentums. 1858 publizierte er sein Gebetbuch Olat Tamid (nach Numeri 28,3: „beständiges Ganzopfer“). Es enthielt die Mehrzahl der Gebete auf Deutsch, verzichtete auf umstrittene Passagen wie das Kol Nidre und schuf neue Gebete. Über Generationen hinweg wurde es für Reformgemeinden stilprägend. Er war dort auch Herausgeber der Zeitschrift Sinai.
Weil Einhorn 1861 in Baltimore, das in Maryland gelegen zu den Südstaaten zählte, in einer Predigt offen gegen die Sklaverei auftrat, wurde er von der zuhörenden Menge bedroht und musste nach Philadelphia gehen. Dort war er Rabbiner der Gemeinde „Keneseth Israel“ von Juni 1861 bis Juli 1866. Vom 31. August 1866 bis 1874 war er Rabbiner der Gemeinde „Adath Yeschurun“ und vom 7. März 1874 bis 12. Juli 1879 der Gemeinde „Beth-El“ in New York City. Danach ging er in den Ruhestand.
Im Jahre 1869 war Einhorn gemeinsam mit Samuel Adler Vorsitzender der Rabbinerversammlung von Philadelphia.
David Einhorns Tochter Johanna (1848–1932) heiratete 1870 den bekannten Reformrabbiner Kaufmann Kohler.

## Werke (Auswahl)
- Das vom Judenthum gebotene Verhalten des Israeliten gegenüber seiner stiefväterlichen Behandlung von Seiten des Vaterlandes. Predigt, am 13. November 1847 in der Synagoge zu Schwerin gehalten. Kürschner, Schwerin 1847 (Digitalisat (PDF; 99 kB) beim Salomon Ludwig Steinheim-Institut).
- Ner Tāmīd (Beständige Leuchte). Die Lehre des Judenthums, dargestellt für Schule und Haus. Philadelphia 1866.
- Olat Tamid. Gebetbuch für Israelitische Reform Gemeinden. C. W. Schneidereith, Baltimore 1858, Thalmessinger & Cahn, New York 1858. (Mehrere Neuauflagen und Übersetzungen ins Englische: Digitalisat der 2. Auflage, Baltimore 1862; Digitalisat der hebräisch-englischen Ausgabe 1872).
- Biblisches Lesebuch für den deutschen Unterricht in isr. Religions-Schulen nebst den hebräischen im Reform-Gottesdienste vorkommenden Gebeten und einer deutschen Deklinations- und Conjugations-Tabelle. 1869, 2. Auflage 1877.

### Werkausgaben
- Kaufmann Kohler (Hrsg.): Dr. David Einhorn’s ausgewählte Predigten und Reden. E. Steiger & Co., New York 1880.
- Kaufmann Kohler (Hrsg.): David Einhorn Memorial Volume. Selected Sermons and Addresses. Darin: Kaufmann Kohler: A Biographical Essay. Emil G. Hirsch: A Memorial Oration. New York 1911.